# Rabindranath Tagore
Sir Rabindranath Tagore (Bengalski: Rabindranath Thakur,  রবীন্দ্রনাথ ঠাকুর, Kalkuta, 7. svibnja 1861. – Kalkuta, 7. kolovoza 1941.) je bio indijski pjesnik, skladatelj i dramaturg. Dobitnik je Nobelove nagrade za književnost 1913. godine.
Sin hinduističkog filozofa i vjerskog mistika Devendranaha. Bengalski prozni i dramski pisac, skladatelj. Najcjenjeniji kao pjesnik (poetska zbirka "Pjesma dara i žrtve"). Promotor indijske kulture na Zapadu i zapadne u Indiji. Američki pjesnik Pound usporedio ga je s Danteom.

## Životopis
Odgojen je u bogatoj i obrazovanoj bengalskoj obitelji, školovao se i u Engleskoj. U književnosti se javlja od rane mladosti novelama te višnuističkom poezijom, koju i uglazbljuje, uvodeći nove stihove i ritam (zbirka Gitanjali i dr.).
Doputovao je u Englesku i ondje je objavio zbirku Gitanjali, koju je sâm preveo s bengalskog jezika na engleski. Poznati engleski pjesnik Yeats napisao je oduševljeni predgovor toj knjizi, koja će godinu dana nakon toga (1913.) njezinu autoru donijeti Nobelovu nagradu (kao prvom Azijcu). Zbirka Gitanjali, što u prijevodu znači pjesme darovnice, sadrži pjesme što ih je Tagore ispjevao nakon ženine i kćerkine smrti, nakon desetogodišnjeg razdoblja pisanja bujne ljubavne lirike.
| „ | Dan i noć, mojim žilama struji ista bujica života što igra i struji u ritmu svijeta. To je taj isti život što kroz zemski prah klija radošću u bezbrojnim vlatima trave i što suklja u šumnim talasima lišća i cvijeća. To je taj isti život što se ljulja u oceanskoj kolijevci rođenja i smrti, u plimi i oseci. Osjećam da mi je udove uzvisio taj dodir svjetskog žića. A ponos je moj od živog bila vjekova što ovoga časa igra u mojoj krvi. | ” |
|   | |   |

Tagore nije bio samo pjesnik, već i pripovjedač, filozof, skladatelj, slikar, pedagog, esejist, dramski pisac i prevoditelj. Sam je mnoge svoje pjesme uglazbio i one se pjevaju poput narodnih svagdje gdje se govori bengalskim jezikom, a njime govori više od 50 milijuna ljudi. Pri drugom posjetu Europi Tagore je 13. studenoga 1926. godine došao i u Zagreb. Kulturni djelatnici društva i organizacije natjecali su se u pružanju gostoprimstva. Tagore je u Zagrebu održao dva predavanja na engleskom jeziku, dok je pjesme čitao na bengalskom.
U dramama, kao i u pjesništvu, naglašen je simbolizam i alegoričnost, ali razmatra i svakidašnje životne teme koje pobuđuju filozofska razmatranja u skladu sa shvaćanjima religiozno-filozofskoga društva Brahmo Samaja, kojemu je obiteljski pripadao. U romanima tradicijska shvaćanja razmatra živim narativnim prikazom postupaka likova svojega bengalskog zavičaja, te utemeljuje moderni indijski roman. Ispovijedao je vlastitu religiju (The Religion of Man), objedinjujući misao upanišada, višnuistički teizam s kozmopolitskim jedinstvom ljudi. Prihvaćajući emancipacijska shvaćanja Zapada, uključujući i politička, Tagore odbacuje materijalizam i pragmatizam, držeći da se na temeljima univerzalnoga morala i kulturnoga identiteta u različitosti može izgraditi pravedno i slobodno društvo. 

U politici podupirao borbu Mahatme Gandhija. Nehru je, govoreći o Tagori, rekao da je... 
»on više nego ijedan Indijac uskladio ideale Istoka i Zapada proširivši osnovu indijskog nacionalnog osjećaja« te da je, kao i Gandhi, na drugome planu,»naveo svoje narod da misli o širim pitanjima koja se tiču čovječanstva«.
Kao posrednik između Istoka i Zapada, mnogo je putovao i održavao veze s europskim intelektualcima (W. B. Yeats, E. Pound, H. Bergson, R. Roland, Th. Mann i dr.) te je dao velik prinos europskom razumijevanju i zanimanju za indijsku kulturu i filozofiju.

## Djela
- prva objavljena knjiga: "Pjesnikova priča" (1878.)
- poezija: "Ljepota", "Mjesec", "Vrtlar"
- zbirke pripovijetki: "Gladno kamenje", "Prekinute veze"
- drame: "Citra", "Kralj tamne sreće", "Sannyasi", "Žrtva", "Kralj i kraljica", "Pošta"
- romani: "Brodolom", "Gradinar", "Dom i svijet", "Binodini"
- memoari: "Sjećanja"

## Vanjske poveznice
- Opća i nacionalna enciklopedija
- Tagoreova javno dostupna djela na engleskome - Project Gutenberg
- HRT - Na današnji dan  Arhivirana inačica izvorne stranice od 25. ožujka 2015. (Wayback Machine)

|  | Zajednički poslužitelj ima stranicu o temi Rabindranath Tagore |